# 小九紋竜梅吉
小九紋竜 梅吉（こくもんりゅう うめきち、1883年（明治16年）7月 - 1943年（昭和18年）7月29日）は、兵庫県武庫郡鳴尾村（現・西宮市）出身の大坂相撲の元力士。第11代時津風親方。本名は岡田 作次郎（おかだ さくじろう）。最高位は小結。入門当時は若紋竜、後年は九紋竜、妨の四股名で取った。

## 来歴
大坂相撲の年寄名跡の時津風部屋に入門し、1906年（明治39年）に入幕、1908年（明治41年）1月場所では小結に昇進したが負け越し、6月場所では平幕に下がり、四股名を九紋竜に改めた。
博打好きで借金を重ね、喧嘩も繰り返し、人を騙すなど素行が悪い事から、1909年（明治42年）1月場所の前に、親方から「世の中の妨げばかりするので、四股名を妨（さまたげ）に改めろ」と言われ、「妨 四郎盛足」に改名した。しかしその素行は改まる事なく、やがて脱走して満州に渡り、満州馬賊となった。満州日日新聞の1911年（明治44年）6月30日の記事には無頼漢の追放のタイトルで元相撲取りで九紋龍こと岡田作次郎を関東都督府管内在留について三カ年禁止されたとある。
1919年（大正8年）1月5日に10代時津風親方が死去し、誰に後を継がせるかという事になった際、親方の死を聞いて数年ぶりに姿を現した小九紋竜が部屋の最年長者であった事から、時津風の名跡を継がせる事になり、番付から姿を消してかなりの年月を経過していたにもかかわらず、11代時津風親方になってしまった。しかし当人は部屋を継ぐ意志に乏しく、再び満州に渡り姿を消してしまった。
1927年（昭和2年）1月に大日本相撲協会が発足し東西合併となり、時津風部屋もその所属となったものの、親方本人が行方知れずのままであり、そのような状況から当時の時津風部屋は斜陽化していた。1932年（昭和7年）に春秋園事件が発生して多くの力士が脱退した時、突然出羽海部屋に姿を現して相撲協会に帰参を果たし時津風部屋を再興した。1935年に粂川部屋に弟子を譲る形で時津風部屋を閉鎖した。中国大陸や満州を巡業する際には、その経験を生かして先発親方として活躍したという。
1938年にも時津風部屋を再興したものの、1941年（昭和16年）5月に、横綱双葉山に年寄名跡を譲って廃業し、所属力士は立浪部屋へ移籍した。この中には後の関脇・時津山がいた。
1943年（昭和18年）7月29日に死去。享年60。
年寄名跡を取得した双葉山は東京相撲の系譜であり、先代までとは何の関係もない。大横綱である双葉山が名跡を取得する際、「それは大坂相撲の評判の悪い親方の名跡だから」と諫める者があったが「年寄名跡はどれも同じ、悪い名跡であるなら私が良くします」と答えたと伝わる。

## 改名歴
- 若紋竜 梅吉（わかもんりゅう うめきち）不明 - 1905年
- 小九紋竜 梅吉（こくもんりゅう うめきち）1906年1月場所 - 1908年1月場所
- 九紋竜 大五郎（くもんりゅう だいごろう）1908年6月場所
- 妨 四郎盛足（さまたげ しろうもりたり）1909年1月場所 - 不明

## 参考資料
- 石井代蔵『真説 大相撲見聞録』（新潮文庫、1987年）ISBN 4-10-143002-0